# Alerts.in.ua
alerts.in.ua — онлайн сервіс, який візуалізує інформацію про повітряні тривоги та інші загрози на мапі України.

## Історія
Ідея сайту з'явилася в перші тижні Російського вторгнення в Україну (2022), при розробці інших проєктів, пов'язаних з оповіщенням населення про тривоги.
Так, 2 березня 2022 р. був створений бот «Львівська сирена», який повідомляв про повітряні тривоги у Львові в соцмережі Twitter. Згодом виникла ідея моніторити тривоги вже по всій Україні та відображати їх на мапі. Проте брак єдиного офіційного джерела, що сповіщало про тривоги, значно ускладнювало це завдання.
У CEO Stfalcon Степана Танасійчука виникла ідея створити мобільний застосунок «Повітряна тривога» За кілька днів вийшли перші версії додатків, створені у співпраці з командою Ajax за підтримки Мінцифри. Це і є той самий офіційний застосунок, яким користуються українці з березня 2022 року.
15 березня 2022 р. компанія Ajax Systems анонсувала про створення офіційного Telegram каналу «Повітряна тривога». Цей канал приймає сигнали від застосунку «Повітряна тривога» і миттєво публікує повідомлення про початок та завершення тривог у різних областях України. Це одразу вирішило проблему з джерелом інформації і дало поштовх до подальшої реалізації проєкту.
22 березня 2022 р. опублікована перша версія сайту «Мапа повітряних тривог», розміщена на домені war.ukrzen.in.ua.
Мапа швидко здобула популярність в соцмережах. Її, як і декілька інших схожих проектів, почали масово поширювати ЗМІ: Суспільне, Новий канал, УНІАН, DW, Факти ICTV, Вікна ТВ, Українське радіо, СТБ, Еспрессо, dev.ua, itc.ua та державні органи: Центр Протидії Дезінформації при РНБО України, Верховна Рада України, Хмельницька ОВА, тощо.
8 квітня 2022 р. сайт перемістився на домен alerts.in.ua, на якому він доступний і нині.
25 серпня 2022 р. сервіс почав моніторити місцеві офіційні канали на додачу до основного «Повітряна тривога».
11 вересня 2022 р. було опубліковано англомовну версію сайту.
22 березня 2023 р. було опубліковано власний Android застосунок.
28 лютого 2023 р. додано розділ статистики по повітряних тривогах.
27 квітня 2023 р. додано інформацію про обстріли на основі моніторингу команди єТривога.
17 липня 2023 р. додано відображення на мапі причин тривог на основі офіційних джерел.
В травні 2024 р. було опубліковано iOS застосунок.

## Опис
Основна частина сайту — це мапа України на якій в режимі реального часу підсвічуються регіони в яких оголошена повітряна тривога чи інші загрози.
Станом на 16 жовтня 2022 р. підтримується 5 типів загроз:
- Повітряна тривога.
- Загроза артобстрілу.
- Загроза вуличних боїв.
- Хімічна загроза.
- Радіаційна загроза.

Сервіс аналізує повідомлення з каналу Повітряних Сил ЗСУ та відображає ймовірні причини тривог, зокрема балістичну загрозу, загрозу БпЛА, активність тактичної авіації, тощо. Також відображаються потенційні тривоги, у випадку коли офіційна тривога не оголошена, проте Повітряні Сили повідомляють про небезпеку в цьому регіоні. 
На основі повідомлень ЗМІ відображається інформація про обстріли, вибухи, проведення розмінування.
На сайті можна переглянути історію оголошених тривог з посиланнями на джерела. Також, доступна статистика та історія тривог за різні періоди часу.
Для розробників є API, що надає розробникам можливість створювати власні сервіси, використовуючи дані про оголошені тривоги. 
Сайт доступний українською, англійською, польською, японською, німецькою мовами. Пізніше став доступен переклад на кримськотатарську мову.